# Henrik Steffens
Henrik Steffens (2 de maio de 1773 – 13 de fevereiro de 1845) foi um filósofo, cientista e poeta norueguês.

## Primeiros anos, educação e palestras
Nasceu em Stavanger. Aos quatorze anos mudou-se com seus pais para Copenhague, onde estudou teologia e ciências naturais. Em 1796 lecionou na Universidade de Kiel e dois anos depois foi para a Universidade de Jena estudar a filosofia natural de Friedrich Schelling. Foi para a Freiberg em 1800, onde ficou sob a influência de Abraham Gottlob Werner. Em 1801, publicou um volume sobre geologia chamado Beiträge zur inneren Naturgeschichte der Erde. (Contribuições para a história natural interna da Terra) que se tornou seu trabalho científico mais bem-sucedido e influente. Defendeu uma teoria Netunista sobre a origem da Terra contra a teoria Vulcanista que seria posteriormente defendida por seu colega de estudos em Freiberg, Alexander von Humboldt.
Após dois anos, retornou a Copenhague e diz-se que introduziu o romantismo alemão na Dinamarca em 1802 com nove palestras proferidas em Elers Kollegium, posteriormente publicadas como Indledning til philosophiske Forelæsninger (Introdução às Palestras Filosóficas). Essas palestras foram um grande sucesso e uma fonte de inspiração no romantismo dinamarquês. Foram assistidas por muitos que mais tarde se tornaram importantes pensadores dinamarqueses, como Oehlenschläger e Grundtvig. Friedrich Schleiermacher ficou tão impressionado com a excelência delas que tentou, sem sucesso, obter para Steffens uma cátedra na nova Universidade de Berlim em 1804, para que seus próprios ensinamentos éticos fossem apoiados no departamento científico.

## Professorado e teorias
Apesar de — ou talvez por causa de — o profundo impacto causado por suas palestras, Steffens não foi bem recebido pelas autoridades dinamarquesas. Mudou-se de volta para a Alemanha e assumiu uma cátedra na Universidade de Halle em 1804, retornando à Dinamarca apenas ocasionalmente. Durante a Batalha de Leipzig (1813), alistou-se no Exército Prussiano como segundo-tenente, e esteve presente na captura de Paris no ano seguinte. Foi professor de física em Breslau de 1811 até 1832, quando aceitou um convite para Berlim.
Steffens foi um dos chamados "Filósofos da Natureza", amigo e adepto de Schelling e de Schleiermacher. Mais do que qualquer um desses dois pensadores, estava familiarizado com as descobertas da ciência moderna e, assim, foi capaz de corrigir ou modificar as especulações altamente imaginativas de Schelling. Ele sustentava que, em todo o esquema da natureza e da vida intelectual, o princípio principal é a Individualização. À medida que os organismos sobem na escala de desenvolvimento, mais nítidos e distintos se tornam seus contornos, mais definidas suas individualidades. Esse princípio ele procurou deduzir de seu conhecimento de geologia, em contraste com Lorenz Oken, que desenvolveu a mesma teoria em bases biológicas. Sua influência foi considerável, e tanto Schelling quanto Schleiermacher modificaram suas teorias em deferência às suas deduções científicas.
Suas principais obras científicas e filosóficas são:
- Beiträge zur inneren Naturgeschichte der Erde (1801)
- Grundzuge der philosophischen Naturwissenschaft (1806)
- Anthropologie (1824)
- Ueber die idee der Universitäten (1835)
- Ueber geheime Verbindungen auf Universitaten (1835)
- Karikaturen des Heiligsten (1819–1821)
- Wie ich wieder Lutheraner wurde und was mir das Luthertum ist (1831)
- Von tIer falschen Theolegie und dem wahren Glauben (nova ed., 1831)
- Die Familien Walseth e Leith (1827)
- Die vier Norweger (1828)
- Malcolm (1831)

Durante os últimos cinco anos de sua vida, escreveu uma autobiografia, Was ich erlebte, e após sua morte, seu Nachgelassene Schriften (1846) foi publicado. Ver Tietzen, Zur Erinnerung an Steffens; Petersen, Henrik Steffens (tradução alemã, 1884); Dilthey, Leben Schleiermachers.

## Legado
Henrik Steffens tem sido uma figura influente na história escandinava do Romantismo e foi uma figura de destaque no esforço de combinar as ciências naturais emergentes com novas ideias românticas sobre a natureza. Estas foram, até certo ponto, negligenciadas no século XX, à medida que mais positivismo e naturalismo dominavam as ciências naturais. No entanto, com o surgimento do Antropoceno, as ideias de Steffens foram redescovertas como uma fonte de inspiração para perspectivas interdisciplinares sobre ecologia e ciências da terra.
O Professor Henrik Steffens, uma cátedra nomeada na Universidade Humboldt de Berlim no campo das humanidades e ciências sociais, é financiado pelo Governo da Noruega e administrado conjuntamente pela Universidade Humboldt e pela Universidade de Oslo. A cátedra foi estabelecida em conexão com a visita de Estado do presidente alemão Roman Herzog à Noruega em 1998, por iniciativa de Lucy Smith, Reitora da Universidade de Oslo. O objetivo da cátedra é promover a cooperação acadêmica entre Noruega e Alemanha nos campos das humanidades e ciências sociais, "no espírito de Henrik Steffens." É uma das nove cátedras nomeadas na Universidade Humboldt.
A cátedra é sediada pelo Departamento de Estudos da Europa do Norte na Universidade Humboldt, localizado próximo a Unter den Linden. O departamento também abriga a cátedra Dag Hammarskjöld, que é financiada pelo governo sueco.

### Lista de Professores Henrik Steffens
- Einhart Lorenz 1998–2001
- Jan Brockmann 2001–2004
- Helge Høibraaten 2004–2009[9]
- Jorunn Sem Fure 2009–2011
- Kjetil Jakobsen 2011–2014
- Janke Klok 2014–[10]